# Crespin (Nord)
Crespin ist eine französische Kleinstadt mit 4.541 Einwohnern (Stand: 1. Januar 2022) im Département Nord in der Region Hauts-de-France. Sie gehört zum Arrondissement Valenciennes und zum Kanton Marly. Die Einwohner werden Crespinois genannt.

## Geografie
Crespin liegt am Rande des Regionalen Naturparks Scarpe-Schelde (französisch: Parc naturel régional Scarpe-Escaut) am Fluss Hogneau, in den hier die Aunelle einmündet, und an der Grenze zu Belgien. Crespin wird umgeben von den Nachbargemeinden Saint-Aybert im Norden, Hensies (Belgien) im Nordosten, Quiévrain (Belgien) im Südosten, Quiévrechain im Süden, Quarouble im Westen und Thivencelle im Nordwesten.
Durch die Gemeinde führen die Autoroute A2 und die frühere Route nationale 354 (heute: D654).

## Geschichte
Mit der Christianisierung des Gebiets um 650 kamen Mönche um den heiligen Landelin in die Gegend und errichteten ab 651, vielleicht auch erst später um 670 das Kloster Crespin. 855 gab Lothar I. ihm Güter im Hennegau zurück. Es wurde im Vertrag von Meerssen 870 unter den Klöstern aufgeführt, die zum neuen Reich Karls des Kahlen gehören sollten. Auch Heinrich I. und Otto I. bedachten das Kloster 931 und 973 mit Grundbesitz in verschiedenen Orten der Region.
Im nordfranzösischen Kohlebecken gelegen entwickelte sich im späten 19. und frühen 20. Jahrhundert durch den Bergbau ein gewisser Wohlstand für die Bewohner.

### Bevölkerungsentwicklung
| Jahr                       | 1962 | 1968 | 1975 | 1982 | 1990 | 1999 | 2006 | 2011 | 2020 |
| Einwohner                  | 5062 | 5033 | 5320 | 4910 | 4553 | 4410 | 4362 | 4513 | 4481 |
| Quellen: Cassini und INSEE |      |      |      |      |      |      |      |      |      |

## Sehenswürdigkeiten
- Ruinen des Benediktinerklosters Crespin, seit 1990 Monument historique
- Kirche Saint-Martin
- Altes Rathaus

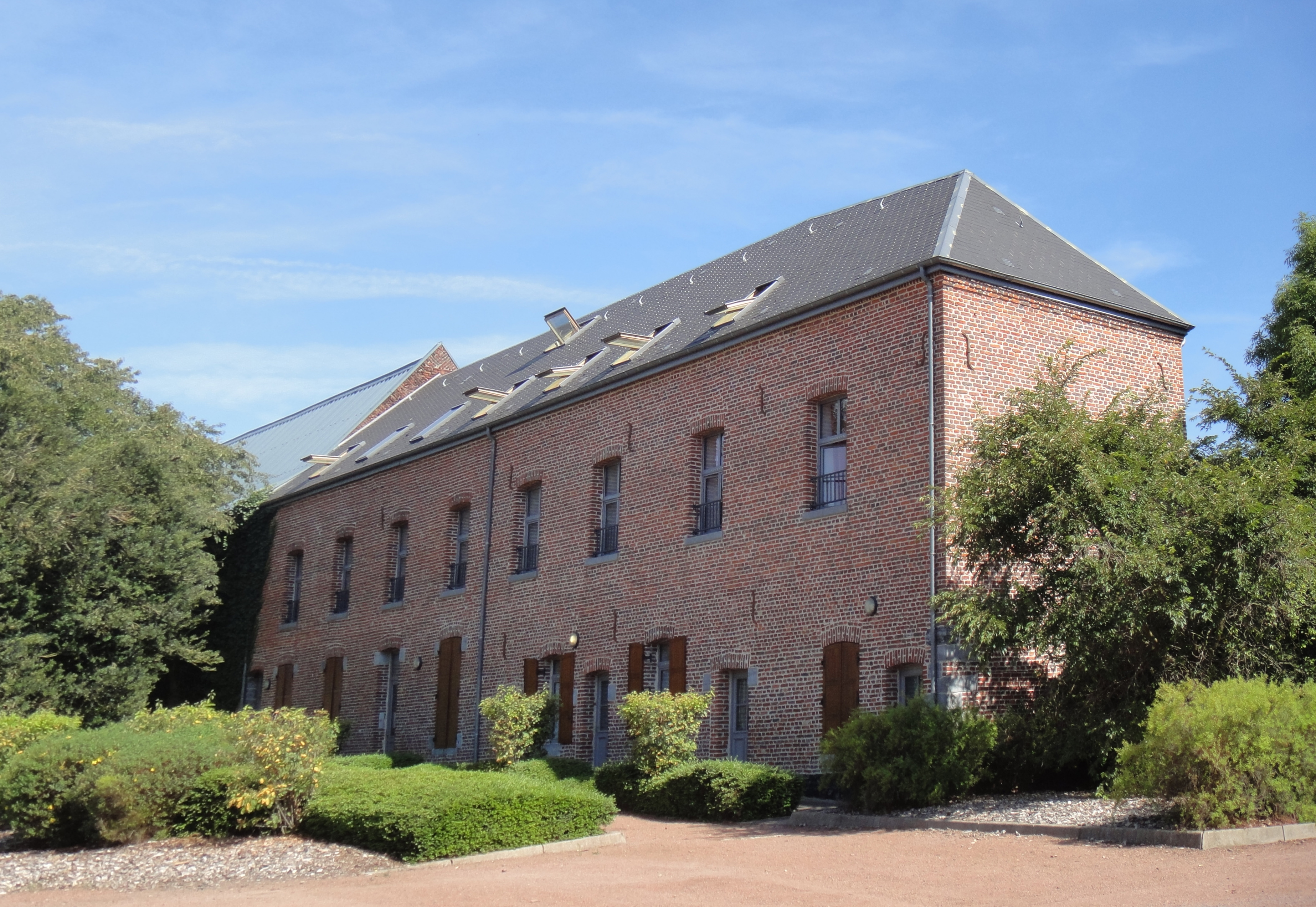
Ehemaliges Kloster
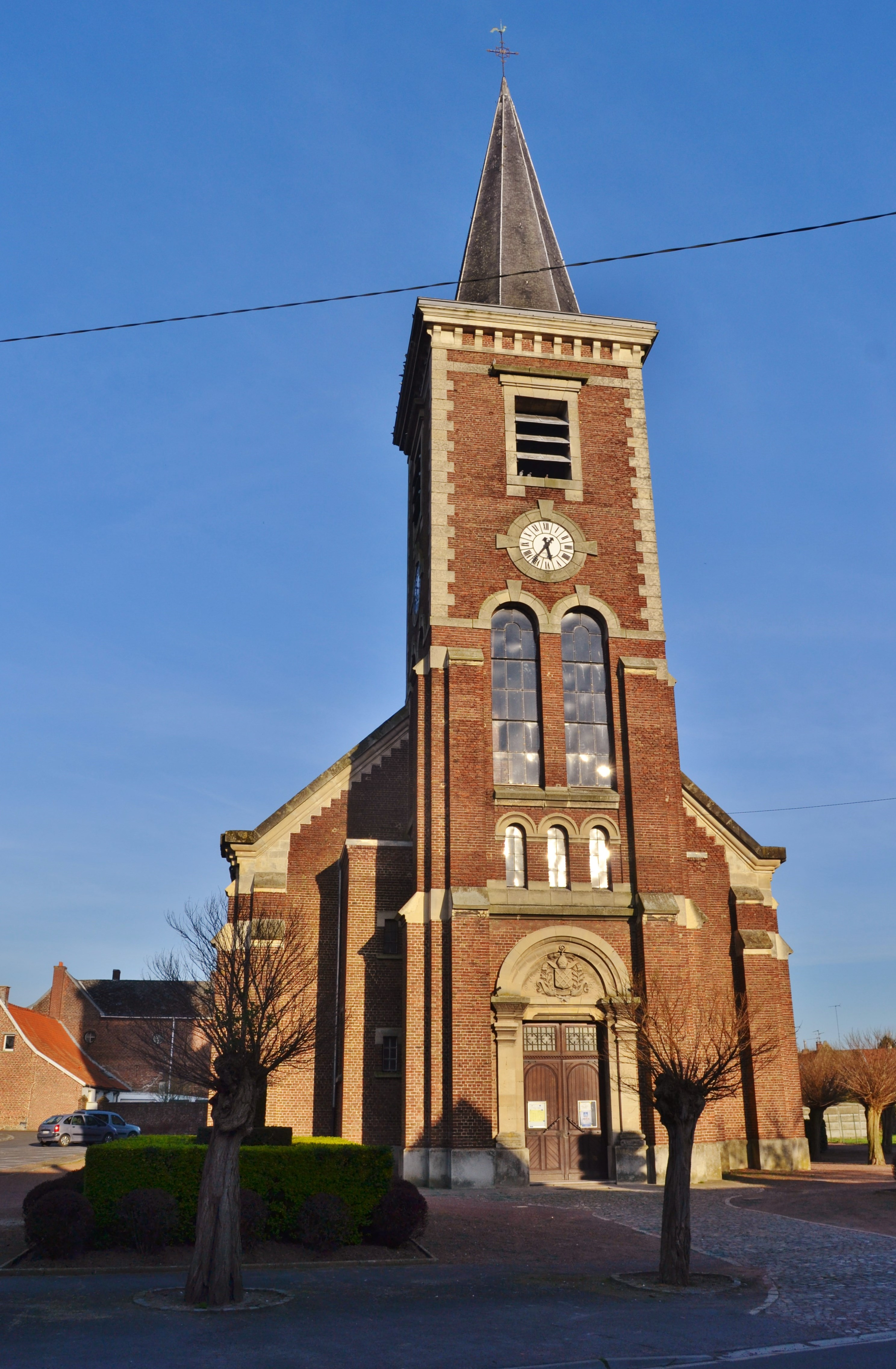
Kirche Saint-Martin

## Wirtschaft
Das Unternehmen Alstom entwickelt und baut in Crespin Triebwagen bzw. Triebzüge vornehmlich für die Société nationale des chemins de fer français.